# 味道府酒
味道府酒是石家莊栾城区出产的一系列白酒和黄酒。当地酿酒历史悠久，民间传说此酒乃唐朝宰相苏味道之家酒传入民间而来，但中国于唐代并无蒸馏酒，所以此说应仅乃历代当地酒坊为招徕而传之而已。1972年成立栾城县制酒厂，后数度改制、易名。味道府白酒乃以高粱为主料，用小麦制中温大曲为发酵剂，经泥池老窖发酵、缓火蒸馏、量质摘酒、地下酒海陈贮等传统老五甑工艺酿成的浓香型白酒。除白酒外，还生产黄酒品牌羊羔美酒 (简称羊羔酒)。